# Strzmiele
Strzmiele (in lingua tedesca Stramehl) è un villaggio del Distretto di Łobez, nel  Voivodato della Pomerania Occidentale.
Esso si trova approssimativamente a 6 km ad est di Radowo Małe, 7 km ad ovest di Łobez e a 68 km a nord-est della capitale della regione, Stettino.
Prima del 1945 la zona era parte della Germania.